# Orthocladius cooki
Orthocladius cooki är en tvåvingeart som beskrevs av Soponis 1977. Orthocladius cooki ingår i släktet Orthocladius och familjen fjädermyggor. Inga underarter finns listade i Catalogue of Life.